# Брусница (Лопаре)
Брусница је насељено мјесто у општини Лопаре, Република Српска, БиХ. Према прелиминарним подацима пописа становништва 2013. године, у насељу је живјело 368 становника.

## Становништво
Према попису становништва из 1991. године, мјесто је имало 488 становника.
| Демографија | Демографија | Демографија |
| Година      | Становника  | Становника  |
| ----------- | ----------- | ----------- |
| 1961.       | 444         |             |
| 1971.       | 536         |             |
| 1981.       | 533         |             |
| 1991.       | 488         |             |
| 2013.       | 368         |             |